# تاكاهيرو أوكوبو
تاكاهيرو أُوكوبٌ (باليابانية: 大久保 貴広) (29 أبريل 1974 في شيزوكا في اليابان – )؛ هو لاعب كرة قدم ياباني سابق كان يلعب كلاعب وسط.

## وصلات خارجية
- تاكاهيرو أوكوبو على موقع رابطة كرة القدم اليابانية للمحترفين (اليابانية)
- تاكاهيرو أوكوبو على موقع عالم كرة القدم.نت (الإنجليزية)